# Stanko Škrbec
Stanko Škrbec, slovenski partizan, politik, * 17. maj 1907, † ?.
Kot pripadnik 13. slovenske narodnoosvobodilne brigade je bil eden izmed odposlancev, ki so se udeležili Zbora odposlancev slovenskega naroda v Kočevju.